# Even Wetten
Even Gabrielsen Wetten (Hamar, 12 augustus 1982) is een voormalig schaatser uit Noorwegen, gespecialiseerd op de 1000 en 1500 meter.
Wetten deed drie keer mee aan het WK junioren, maar wist zich geen enkele keer voor de laatste afstand te plaatsen. In het seizoen 2004/2005 brak Wetten ineens door onder leiding van de Amerikaanse coach Peter Mueller. Hij won de gouden medaille op de 1000 meter bij de WK afstanden.
Op 3 oktober 2007 maakte hij bekend dat hij zijn schaatscarrière beëindigt.

## Persoonlijke records
| Afstand    | Tijd    | Datum            | Baan           |
| ---------- | ------- | ---------------- | -------------- |
| 500 meter  | 35,08   | 9 maart 2007     | Salt Lake City |
| 1000 meter | 1.08,76 | 19 november 2005 | Salt Lake City |
| 1500 meter | 1.45,12 | 18 november 2005 | Salt Lake City |
| 3000 meter | 4.07,90 | 1 maart 2002     | Collalbo       |
| 5000 meter | 7.07,44 | 3 februari 2002  | Hamar          |

## Resultaten
| Jaar | Olympische Spelen   | WK Afstanden             | WK Sprint | WK Junioren |
| ---- | ------------------- | ------------------------ | --------- | ----------- |
| 2000 |                     |                          |           | NC27        |
| 2001 |                     |                          |           | NC17        |
| 2002 |                     |                          |           | NC21        |
| 2005 |                     | 23e 500m · 1000m · 1500m | 19e       |             |
| 2006 | 23e 1000m 10e 1500m |                          | 11e       |             |
| 2007 |                     | 21e 500m 13e 1000m       | 11e       |             |

- = geen deelname
NC# = niet gekwalificeerd voor de laatste afstand, maar wel als # geklasseerd in de eindrangschikking

### Medaillespiegel
| Kampioenschap     | Goud | Zilver | Brons |
| ----------------- | ---- | ------ | ----- |
| Olympische Spelen | 0    | 0      | 0     |
| WK Afstanden      | 1    | 0      | 1     |
| WK Sprint         | 0    | 0      | 0     |
| WK Junioren       | 0    | 0      | 0     |